# Tiger Mask W
Tiger Mask W (japanisch タイガーマスクＷ) ist eine Anime-Serie aus dem Jahr 2016. Sie ist die direkte Fortsetzung der ersten Tiger-Mask-Animeserie und ignoriert die Geschichte des Animes Tiger Mask II.

## Inhalt
Die Geschichte spielt über vierzig Jahre nach Naoto Dates Flucht in Tiger Mask. Japan ist ein modern entwickeltes Land und die alte Japan Pro-Wrestling Association aus den Ruhmestagen existiert nicht mehr. Naoto Azuma und Takuma Fujii sind zwei junge Menschen, die eine Leidenschaft für das Ringen haben. Aus diesem Grund besuchen sie beide das kleine Zipangu Pro-Wrestling-Fitnessstudio, das von Daisuke Fujii, dem Vater des letzteren, geleitet wird. Ihr Leben wird jedoch eines Tages dramatisch auf den Kopf gestellt, als der böse Yellow Devil während eines von GWM (Global Wrestling Monopoly), einem mächtigen amerikanischen Wrestling-Verband, organisierten Kampfes Daisuke gnadenlos besiegt.
Auf der Suche nach Rache gehen die beiden Jungen unterschiedliche Wege. Naoto entdeckt, dass eine neugegründete Tiger Mask Organisation existiert. Mit Hauptsitz in den USA versteckt sie sich hinter dem scheinbar sauberen Image der GWM. Die Organisation wird von Kentaro Takaoka geleitet, einer ehemaligen Wrestlerin von Tiger Mask. Tiger trainiert Naoto Azuma auf den Hängen des Fuji und wählt ihn als neue Tiger Mask aus. Er schreibt ihn für das New Japan Pro-Wrestling ein, damit die Organisation ihre besten Wrestler gegen ihn in den Kampf schickt, einschließlich des Yellow Devil. Auf der anderen Seite verliert Takuma nach einer Verletzung den Überblick und entscheidet sich, selbst der Organisation beizutreten, um den Yellow Devil zu finden. Er wird ausgewählt, den Namen Tiger the Dark zu erben.

## Produktion und Veröffentlichung
Die Serie entstand 2016 beim Studio Toei Animation unter der Regie von Toshiaki Komura. Hauptautor war Katsuhiko Chiba und das Charakterdesign entwarf Hisashi Kagawa. Für weitere Designs war Keito Watanabe verantwortlich, für die Kameraführung war Shinichi Igarashi zuständig und die Produzenten waren Gyarmath Bogdan und Hiroshi Yanai.
Die 38 Folgen des Animes wurden vom 2. Oktober 2016 bis 2. Juli 2017 beim Sender TV Asahi ausgestrahlt. Die Plattform Crunchyroll veröffentlichte die Serie per Streaming mit englischen Untertiteln.

### Synchronisation
| Rolle                  | japanischer Sprecher (Seiyū) |
| ---------------------- | ---------------------------- |
| Naoto Azuma/Tiger Mask | Taku Yashiro                 |
| Takuma Fujii           | Yuichiro Umehara             |
| Haruna Takaoka         | Ryuichi Tanaka               |
| Daisuke Fujii          | Takeshi Kusao                |
| Ruriko Yamashina       | Chiemi Chiba                 |
| Lady                   | Yukiko Morishita             |
| Miss X                 | Yū Kobayashi                 |
| Yuji Nakata            | Ryuichi Tanaka               |
| Yellow Devil           | Bin Shimada                  |
| Kevin Anderson         | Jun Fukuyama                 |
| Ryu Wakamatsu          | Daisuke Kishio               |
| Hikari Kuruma          | Izumi Kitta                  |

### Musik
Yasuharu Takanashi und -yaiba- komponierten den Soundtrack der Serie. Für den Vorspann verwendete man das Lied Ike! Tiger Mask, gesungen vom Shonan no Kaze. Das Abspannlied ist King of the Wild von der gleichen Band.